# Gabú (regio)
Gabú is met meer dan 9000 vierkante kilometer veruit de grootste van de regio's van Guinee-Bissau en beslaat het gehele oosten van het land. Anno 2005 telde de regio ruim 180.000 inwoners. De hoofdplaats van Gabú is net als de regio Gabú geheten.

## Grenzen
De regio Gabú ligt aan de grens met twee buurlanden van Guinee-Bissau:
- De regio Kolda van Senegal in het noorden.
- De regio Boké van Guinee in het oosten en het zuiden.

En grenst verder aan twee andere regio's:
- Bafatá in het westen.
- Tombali in het uiterste zuidwesten.

## Sectoren
De regio is onderverdeeld in vijf sectoren:
- Boe
- Gabú
- Piche
- Pirada
- Soncao

Bafatá · Biombo · Bissau · Bolama · Cacheu · Gabú · Oio · Quinara · Tombali